# Brogan Rafferty
Brogan Rafferty, född 28 maj 1995, är en amerikansk professionell ishockeyback som spelar för Vancouver Canucks i National Hockey League (NHL). Han har tidigare spelat för Quinnipiac Bobcats i National Collegiate Athletic Association (NCAA), Bloomington Thunder i United States Hockey League (USHL) och Topeka Roadrunners och Coulee Region Chill i North American Hockey League (NAHL).
Rafferty blev aldrig NHL-draftad.

## Statistik
| 2012–2013   | Team Illinois U18   | HPHL        | 31  | 1  | 7  | 8  | 6   | —  | — | — | — | — |
|             | Topeka Roadrunners  | NAHL        | 1   | 1  | 1  | 2  | 0   | —  | — | — | — | — |
| 2013–2014   | Coulee Region Chill | NAHL        | 53  | 3  | 19 | 22 | 55  | —  | — | — | — | — |
| 2014–2015   | Coulee Region Chill | NAHL        | 56  | 4  | 28 | 32 | 50  | 5  | 1 | 0 | 1 | 6 |
| 2015–2016   | Bloomington Thunder | USHL        | 60  | 2  | 26 | 28 | 30  | 10 | 3 | 6 | 9 | 4 |
| 2016–2017   | Quinnipiac Bobcats  | NCAA        | 40  | 2  | 22 | 24 | 18  | —  | — | — | — | — |
| 2017–2018   | Quinnipiac Bobcats  | NCAA        | 38  | 4  | 13 | 17 | 22  | —  | — | — | — | — |
| 2018–2019   | Vancouver Canucks   | NHL         | 2   | 0  | 0  | 0  | 0   | —  | — | — | — | — |
|             | Quinnipiac Bobcats  | NCAA        | 38  | 4  | 20 | 24 | 60  | —  | — | — | — | — |
| NHL totalt  | NHL totalt          | NHL totalt  | 2   | 0  | 0  | 0  | 0   | —  | — | — | — | — |
| NCAA totalt | NCAA totalt         | NCAA totalt | 116 | 10 | 55 | 65 | 100 | —  | — | — | — | — |
| NAHL totalt | NAHL totalt         | NAHL totalt | 110 | 8  | 48 | 56 | 105 | 5  | 1 | 0 | 1 | 6 |